# Danh sách địa điểm được đặt tên theo Lương Thế Vinh
Dưới đây là danh sách những địa điểm (đường phố, trường học...) được đặt theo tên học giả, nhà toán học Lương Thế Vinh (1441–1496). 

## Đường phố
| Tên đường/phố        | Nơi tọa lạc                    | Nguồn |
| -------------------- | ------------------------------ | ----- |
| Đường Lương Thế Vinh | Hà Nội                         | [ 1 ] |
| Đường Lương Thế Vinh | Đà Nẵng                        | [ 2 ] |
| Đường Lương Thế Vinh | thành phố Đồng Hới, Quảng Bình | [ 3 ] |

## Trường học
| Tên trường                                       | Nơi tọa lạc                        | Nguồn |
| ------------------------------------------------ | ---------------------------------- | ----- |
| Trường Trung học phổ thông Lương Thế Vinh        | Cơ sở 1: quận Cầu Giấy, Hà Nội     | [ 4 ] |
| Trường Trung học phổ thông Lương Thế Vinh        | Cơ sở 2: huyện Thanh Trì, Hà Nội   | [ 4 ] |
| Trường Trung học phổ thông Lương Thế Vinh        | thành phố Điện Biên Phủ, Điện Biên | [ 5 ] |
| Trường Trung học phổ thông Lương Thế Vinh        | Quận Hồng Bàng, Hải Phòng          | [ 6 ] |
| Trường Trung học cơ sở Lương Thế Vinh            | Quận Liên Chiểu, Đà Nẵng           | [ 7 ] |
| Trường Trung học phổ thông chuyên Lương Thế Vinh | thành phố Biên Hòa, Đồng Nai       | [ 8 ] |
| Trường Trung học phổ thông Lương Thế Vinh        | Quận 1, Thành phố Hồ Chí Minh      | [ 9 ] |